# Karen (film fra 1973)
 For alternative betydninger, se Karen. (Se også artikler, som begynder med Karen)
Karen er en dansk kortfilm fra 1973 instrueret af Jan Eriksen.

## Handling
Film om ægtemanden og hans håbløse forhold til elskerinden.

## Medvirkende
- Lene Vasegaard
- Henning Palner
- Berrit Kvorning